# Sarighiol de Deal
Sarighiol de Deal – wieś w Rumunii, w okręgu Tulcza, w gminie Beidaud. W 2011 roku liczyła 558 mieszkańców.